# Embuscade de Baley Beri
Guerre du Sahel
Batailles
- Tlemss
- 1re Tilwa
- Tabankort
- Ouraren
- Adrar Bouss
- Agadez et Arlit
- Tchibarakaten
- Mangaïzé
- Tazalit
- 1re Bani Bangou
- 2e Tilwa
- Wanzarbé
- Abala
- Midal
- 1re Tongo Tongo
- 1re Ayorou
- 2e Tongo-Tongo
- Baley Beri
- 1re Inates
- 2e Inates
- Sanam
- Chinégodar
- 2e Ayorou
- 2e Bani Bangou
- Taroun
- Torodi
- Adabda
- Intagamey
- Koutougou
- Tabatol
- Takanamat
- Teguey
- Chatoumane

L'embuscade de Baley Beri a lieu le 14 mai 2019 pendant la guerre du Sahel. Elle est menée contre une patrouille de l'armée nigérienne par des djihadistes de l'État islamique dans le Grand Sahara.

## Prélude

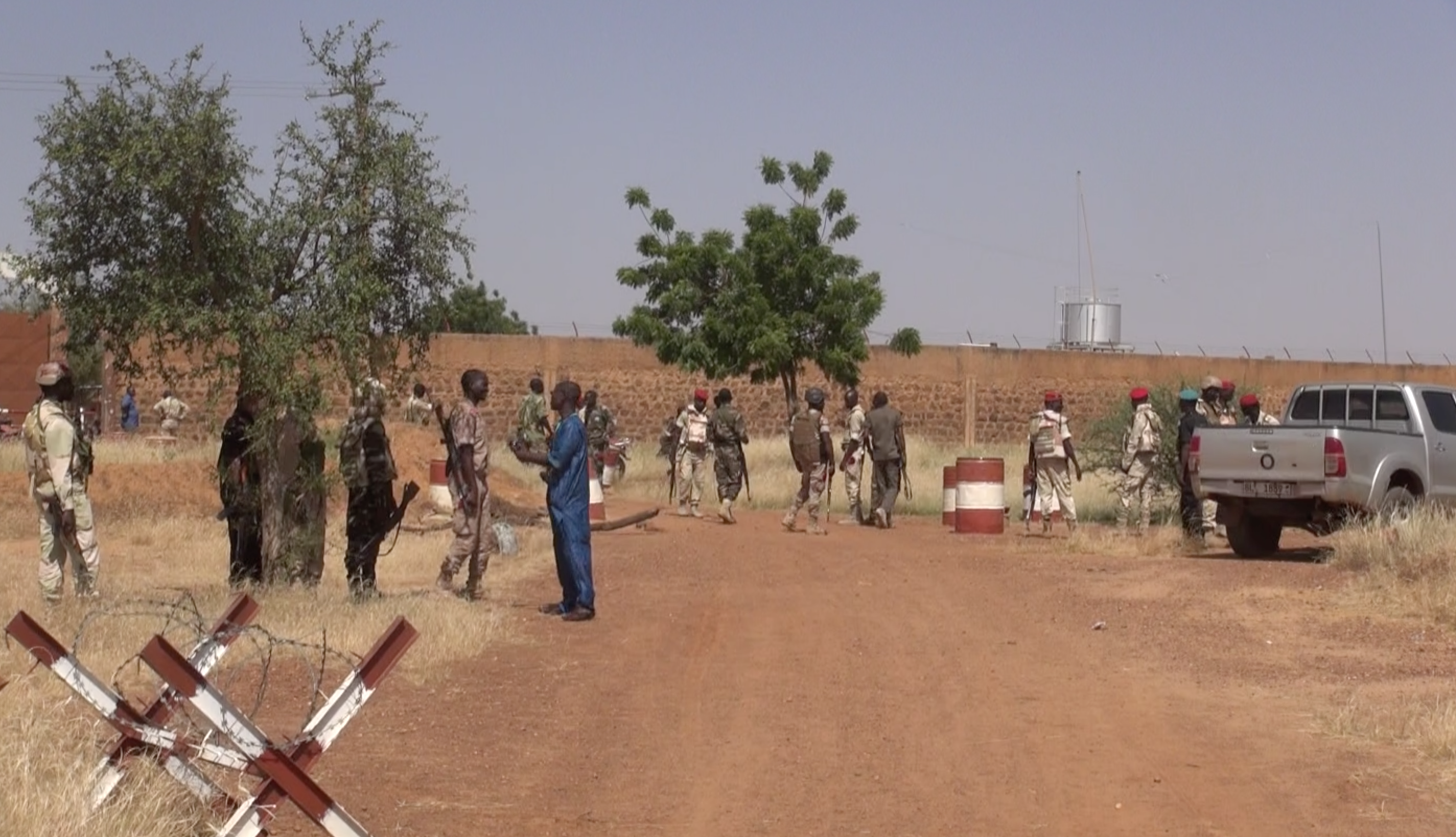
La prison de Koutoukalé en 2016, quelques heures après une attaque de l'EIGS.

Le 13 mai 2019, au Niger, une dizaine de djihadistes lancent une attaque contre la prison de Koutoukalé, située à une quarantaine de kilomètres au nord-ouest de Niamey. Un garde national nigérien est tué mais les djihadistes sont repoussés. La prison de Koutoukalé, considérée comme la plus sûre du pays et où sont détenus de nombreux membres de Boko Haram et de groupes djihadistes sahéliens, avait déjà subi une attaque de l'État islamique dans le Grand Sahara en 2016.

## Déroulement
Après l'attaque de Koutoukalé, une patrouille de militaires nigériens engagés dans l'opération Dongo, lancée plusieurs mois auparavant, est chargée de prendre en chasse les assaillants. Cette patrouille est constituée de 52 hommes et huit véhicules de la 112e compagnie spéciale d’intervention basée à Ouallam.
Mais le 14 mai, vers 8h, heure locale, les militaires nigériens tombent dans une embuscade à 80 kilomètres au nord-ouest de Ouallam, à Siwili, près de Baley Beri, une localité située non loin de Tongo Tongo, où cinq militaires nigériens et quatre militaires américains avaient été tués dans une autre embuscade de l'État islamique en octobre 2017,,.
Un des véhicules commence par sauter sur un engin explosif,,,. Des djihadistes embusqués ouvrent ensuite le feu et lancent un assaut sur les militaires nigériens,,. Selon l'armée nigérienne, d'après des témoignages de survivants une centaine de djihadistes participent à l'embuscade, transportés par 4 à 5 véhicules et une vingtaine de motos,. L'appel d'urgence est ralenti car plusieurs antennes-relais téléphoniques avaient été saccagées une semaine auparavant. Les combats durent plus de deux heures.
Trois avions de reconnaissance, français, nigérien et un américain, survolent à plusieurs reprises la zone de combat mais sans réussir à détecter de mouvement djihadiste au sol.
Les assaillants se replient ensuite vers le nord, tandis que de nouvelles troupes de l'armée nigérienne sont envoyées en renfort pour ratisser la zone,. Trois véhicules appartenant à l'armée nigérienne sont retrouvés, mais celui de l'officier chef de la mission manque à l'appel

## Revendication
Le 16 mai, l'État islamique revendique via son agence Amaq l'attaque de Baley Beri en même temps que celle de la prison de Koutoukalé,. Ces attaques avaient effectivement eu lieu dans la zone d'action de l'État islamique dans le Grand Sahara. Selon Nicolas Desgrais, doctorant à l'université du Kent : « On pensait que ce groupe avait perdu en capacité opérationnelle au cours des derniers mois, à la suite de l’intervention d’une coalition armée composée de Barkhane, quelques milices maliennes (Gatia et MSA) et les forces armées nigériennes et on se rend compte qu’aujourd’hui on a peut-être une résurgence des capacités opérationnelles de ce groupe ».
En août 2019, le Niger accuse également le Haut conseil pour l'unité de l'Azawad (HCUA) de complicité avec les djihadistes, selon un document officiel nigérien consulté par RFI,. Selon Niamey, un officier du HCUA, Alhousseini Ag Ahmedou, dit Goumey, a participé à l'attaque et du matériel pris à l'armée nigérienne a été réceptionné dans la vallée d'Inadar par Achafghi Ag Bohada, le chef d'état-major du HCUA,. Le HCUA rejette ces accusations.

## Pertes
Le 15 mai, l'AFP indique que selon une source sécuritaire au moins 17 soldats nigériens ont trouvé la mort dans l'attaque et 11 autres sont portés disparus. Les blessés sont évacués sur Niamey. Le site nigérien Actuniger rapporte quant à lui le même jour que selon des sources locales et sécuritaires, seulement 22 des 52 soldats que comptait la patrouille parviennent à trouver refuge dans la base de Ouallam avec trois véhicules, les autres sont portés disparus. Le lendemain, le site donne un bilan de 29 morts. Dans la soirée, un bilan de 17 morts, 6 blessés, 11 disparus et 2 véhicules détruits est confirmé par un porte-parole du ministère nigérien de la Défense, Abdourahamane Zakaria,. Mais une source sécuritaire de l'AFP déclare ensuite : « Nous avons la confirmation que les corps sans vie des onze soldats portés disparus ont été retrouvés, ce qui porte le bilan à 28 morts ». 
Le 16 mai, le ministère nigérien de la Défense annonce un bilan officiel de 27 militaires tués, six blessés et deux véhicules calcinés,. Les morts et les blessés sont retrouvés dans une zone d'un rayon de 15 kilomètres. Les corps des militaires tués sont enterrés à Tilwa dans la nuit du 15 au 16 mai. Le chef du détachement, le lieutenant Djibrilla Hassane, figure parmi les morts.
Dans son communiqué de revendication, l'État islamique affirme que 40 soldats nigériens ont été tués ou blessés par ses combattants et que trois véhicules ont été capturés,. L'organisation déclare n'avoir eu aucune perte dans ses rangs. Elle publie également une photo montrant un rassemblement de plusieurs dizaines de ses combattants.  
Le gouvernement nigérien décrète un deuil national de trois jours à compter du 16 mai.

## Vidéographie
- [vidéo] Attaque meurtrière contre l'armée nigérienne près de la frontière malienne, France 24, 16 mai 2019.